# 泷太郎
泷太郎（日语：タキタロウ）是栖息在山形县鹤冈市（原朝日村）的大鸟池中的不明巨大鱼类。

## 概要
1938年7月19日从山形县的月山附近的东回郡朝日村出发，在攀登属朝日连峰的一座以东岳（海拔1771米）的一行人在途中目击到大鸟池的巨鱼。因为这个目击事件而启开了数年的热线报导泷太郎的新闻。这一行登山者成员分别是地质学者五百泽智也、在朝日村政府机关服务的小野寺一郎、住在山形市的自然生态保护运动成员之一的松田健藏以及在大鸟池的山腰上经营朝日屋旅馆的佐藤征胜四个人。他们是在前天下午一点从大鸟登山口出发，在大鸟池畔佐藤的小木屋中过夜，早上开始攀登以东岳的最陡坡。穿过橡胶林，越过灌木丛，进入高山植物带，在这海拔一千二百五十公尺高处，可鸟瞰大鸟池的全貌。挑选一处视野良好的地方休息，时问大概是早晨六点十五分，天上的白雪清晰地倒映在湖面上，一点风也没有。突然五百泽望着湖面大叫“那是什么？”小野寺赶紧拿起望远镜眺望。湖面上圆圆所示的模形波浪绝对不可能是被风吹动所形成的，必定是什么鱼在游动而造成的，仔细再一看，发现数尾黑色的发光物体在游动。小野寺目不转睛地瞧着，发现居然是巨大的鱼。单是露出水面的黑色背脊就有1米长，不止一只，约八到十只左右，简直就像在海上沉浮的鲸鱼群。是泷太郎！大家静默不出声，五百泽拿起相机追随白浪涌起处接下快门。四个人都听说过大鸟池有咙太郎的传间，但谁也没想到会实际看到。但是，这次却因按下快门后而愈发相信了。 “一定错不了！那就是泷太郎。 ”泷太郎为捕食小鱼群而向西移动，忽隐忽现地团成了椭圆形，渐渐将小鱼群吃掉了。约十三分钟后，连最后一两只也消失在湖底了。发现传说中的巨鱼泷太郎的消息一经走露，大批人潮涌向大鸟池。
1939年又有人看到巨鱼。当地的YBC山形转播公司到大鸟池探访，并成功地拍下环游成围状的巨鱼踪影，在电视上播放。电视上可以清楚地看到溅起白浪前进的鱼身，因此而引起很大的回响。因为这样，泷太郎逐渐传遍全日本，成了日本的知名物。
朝日村由这件事为发端，由原先的四人为主，组成调查泷太郎生态的队伍。第一次的探测是从昭和五十八年九月二十三日至二十七日的五天四夜的行程。这次探测的主要项目在大鸟池的湖形、鱼群的分布、水温、水质对泷太郎的栖息环境的解析。但是这时候，已有鱼群探测器在水深三十至四十公尺处测得大型鱼群踪迹，是泷太郎的可能性很大。接着是同年的第二次的探察，得到NHK及古野电机的调查协助，使用水中摄影机，及种种大型设备，可惜未得到明确的成果。